# West Salem (Wisconsin)
West Salem – wieś w Stanach Zjednoczonych, w stanie Wisconsin, w hrabstwie La Crosse.